# Pseudanurophorus binoculatus
Pseudanurophorus binoculatus är en urinsektsart som först beskrevs av Kseneman 1934.  Pseudanurophorus binoculatus ingår i släktet Pseudanurophorus och familjen Isotomidae. Arten är reproducerande i Sverige. Inga underarter finns listade i Catalogue of Life.